# 措伊巴赫河
49°50′34.6″N 11°20′51.2″E / 49.842944°N 11.347556°E
措伊巴赫河是德國的河流，位於該國東南部，由巴伐利亞負責管轄，屬於維森特河的左支流，河道全長9.1公里，發源自阿霍恩塔爾，河口處在魏申費爾德。